# Andros (Bahames)
L'illa d'Andros és un arxipèlag dins de les Bahames, la més gran de les illes de les Bahames. Considerada políticament com una sola illa, Andros en total té una àrea més gran que totes les altres 700 illes de les Bahames juntes. La superfície terrestre d'Andros consta de centenars de petits illots i cais connectats per estuaris de manglars i pantans de marea, juntament amb tres illes principals: North Andros, Mangrove Cay i South Andros. Les tres illes principals estan separades per estuaris que trifurquen l'illa d'est a oest. Té 167 quilòmetres de llarg per 64 d'ample en el punt més ample.

## Història

### Èpoques precolombina i espanyola
Els Lucaians, un subgrup dels taïnos, eren indígenes de les Bahames en el moment de l'arribada dels europeus. S'han trobat artefactes i restes arqueològiques tant a la cova de Morgan, a North Andros, com al Stargate Blue Hole, a South Andros. S'estima que la població de les Bahames era d'aproximadament 40.000 lucaians-taïns quan els espanyols van arribar a la regió.
Espanya va reclamar les Bahames després del descobriment de les illes per part de Colom; el seu primer desembarcament a l'hemisferi occidental podria haver estat a l'illa bahamesa de San Salvador. L'explorador italià Amerigo Vespucci, de qui prové el nom d'Amèrica, va menar una expedició sota les ordres del rei Ferran i va passar quatre mesos explorant les Bahames entre 1499 i 1500. Va cartografiar una part de la costa oriental de l'illa d'Andros.
Una expedició espanyola de 1520 va descobrir només 11 persones a les Bahames; els Lucaians van ser efectivament erradicats d'aquestes illes. Després d'això, sovint es diu que no hi havia assentaments permanents coneguts a les Bahames, inclosa l'illa d'Andros, durant aproximadament 130 anys. Les Bahames van passar d'anada i tornada entre el domini espanyol i el britànic durant 150 anys. Gran Bretanya va guanyar el control després de la Guerra de la Independència dels Estats Units mitjançant un tractat el 1783, quan va intercanviar l'est de Florida amb Espanya per les Bahames.

### Època colonial britànica 1648-1973
El 1648 els colons anglesos de les Bermudes van establir una colònia a Eleuthera. El 1666 els anglesos van fundar Charles Town —més tard rebatejat Nassau— a New Providence.
A finals del 1600 i el 1700, diversos pirates i bucaners van freqüentar l'illa d'Andros. El 1713 les illes Bahama van ser declarades República dels pirates. Morgan's Bluff i Morgan's Cave al nord d'Andros reben el nom del famós pirata corsari, Henry Morgan. Es diu que l'assentament Andros de Small Hope Bay va rebre aquest nom perquè Morgan va afirmar que hi hauria "petites esperances" que algú trobés el tresor que hi havia amagat. Els pirates que van assaltar els galeons del tresor espanyols fora de Cuba van mantenir un assentament al sud d'Andros.
Els lleialistes que fugien dels Estats Units durant i després de la revolució americana es van establir a diverses illes Bahames, inclosa Andros, portant els seus esclaus amb ells. A més, Andros va ser la destinació de moltes famílies que van ser expulsades de la indústria de la fusta de camp de Belize després de la reubicació dels colons de la costa de Mosquito a les Hondures Britànica el 1787. El 1788, la població de totes les Bahames era de 3.000 blancs i 8.000 negres. El cens de 1788 d'Andros informava de 22 caps de família blancs, amb un total de 132 esclaus; van conrear 329 hectàrees de terra.
Després que els Estats Units adquiríssin Florida d'Espanya el 1821, alguns seminoles i esclaus americans negres van escapar i van navegar cap a la costa oest d'Andros pel demolidor Steerwater, on van establir l'assentament de Red Bays. Centenars de seminoles negres i esclaus que viatjaven el 1823 en canoa i 27 balandros a través del corrent del Golf s'hi van unir, i més en van arribar els anys posteriors. Encara que de vegades es diuen "indis negres", els descendents dels seminoles negres s'identifiquen com a bahamesos, tot i que reconeixen les seves connexions amb el sud d'Amèrica.
El 1807, l'Imperi Britànic havia prohibit el tràfic internacional d'esclaus a les seves colònies mitjançant la Llei de comerç d'esclaus. De vegades, els vaixells nord-americans del seu comerç nacional d'esclaus a la costa naufragaven a les illes o esculls de les Bahames. Fins i tot abans de 1834, quan Gran Bretanya va abolir l'esclavitud a les seves colònies, els governs colonials del Carib alliberaven els esclaus de vaixells americans com el Comet i l'Encomium, i més tard l'Hermosa.
A més, els mariners bahamesos atacaven vaixells d'esclaus il·legals i alliberaven africans. Aquests africans alliberats van entrar en un sistema d'aprenentatge o servitud per contracte a les Bahames. Més tard, molts d'aquests africans alliberats i la seva descendència van emigrar a les Out Islands, inclòs Andros, donant lloc a una cultura indígena més propera a les de l'Àfrica occidental que la majoria de les altres cultures negres de l'hemisferi occidental.
Als segles XIX i principis del XX (1841–1938), els espongers grecs van emigrar a Andros per a la rica pesca d'esponges a Great Bahama Bank davant de la costa oest d'Andros. Durant un període d'anys, l'esponja d'Andros va ser la indústria més gran de les Bahames. A la dècada de 1930, les esponges van ser eliminades per una infestació de la Marea Roja. La indústria de les esponges va morir, i les esponges van abandonar l'illa cap a Key West i Tarpon Springs, Florida. Milers de bahamesos aturats es van traslladar al poble de Coconut Grove, prop de Miami.
A les dècades de 1960 i 1970, les Bahames, dirigides per Sir Lynden Pindling, membre del Parlament de Kemps Bay a South Andros, van negociar la independència dels britànics. L'autogovern es va concedir el 1964, i la Regla de la majoria d'un vot d'un home el 1967.
Les Bahames van aconseguir la independència el 10 de juliol de 1973. Un dels actes finals de la corona britànica a les Bahames va ser concedir a AUTEC un contracte d'arrendament a llarg termini per a terres a Andros, similar al contracte d'arrendament dels EUA per a la seva base naval de Guantánamo a Cuba.
Sir Lynden es va convertir en el primer primer ministre de les Bahames. Va servir fins al 1992, quan el seu partit va perdre el control del Parlament. Va conservar el seu seient representant South Andros.

## Geografia

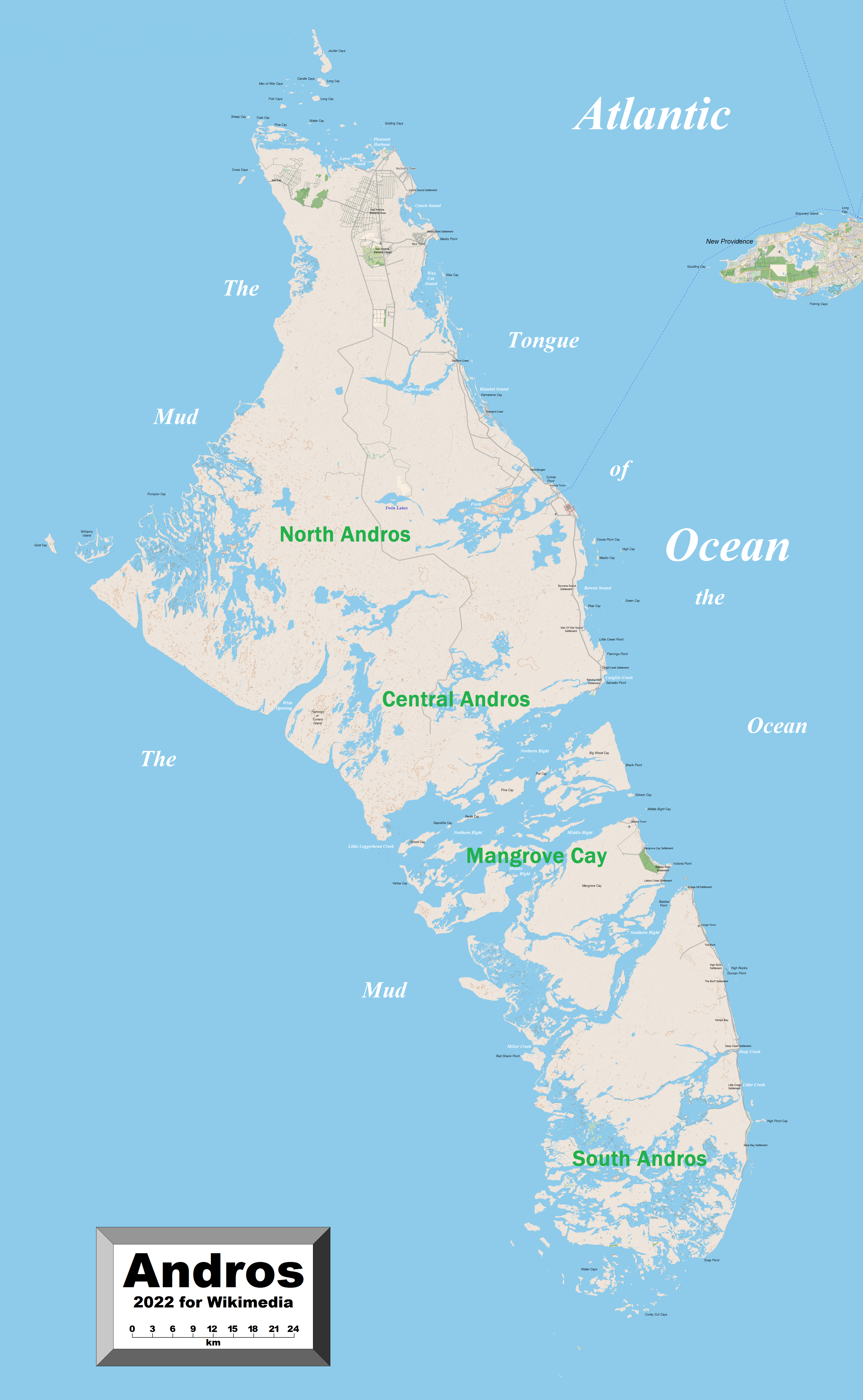
Mapa d'Andros

Destacat per una combinació única de característiques marines i ecosistemes, Andros limita a l'est amb la llengua d'oceà de 2.000 metres de profunditat. La barrera de corall d'Andros és la sisena més llarga del món. S'estén per 225 quilòmetres, amb una mitjana de 2-3 quilòmetres de la costa d'Andros. Els extensos pisos de Gran Banc de les Bahames es troben a l'oest, nord-oest i sud d'Andros. L'illa té la col·lecció de forats blaus més gran del món.
Geogràficament, North Andros és la sisena illa més gran de les Índies Occidentals, amb aproximadament 6.000 km² d'àrea i 167 Km de llarg i 64 d'ample, en el seu punt més ample, i la 153a illa més gran de la Terra. Si s'inclouen les tres illes principals, Andros és la cinquena illa més gran de les Índies Occidentals, després de Cuba, Hispaniola, Jamaica i Puerto Rico. Andros només té una població d'aproximadament 8.000 habitants, gairebé tots assentats en una franja fina prop de la carretera Queen Elizabeth que recorre la costa oriental de l'illa.
Andros té 50 km a l'oest a través de la Llengua de l'Oceà des de la capital nacional de les Bahames, Nassau, a l'illa de New Providence. El seu extrem nord es troba a 233 km de Fort Lauderdale, Florida. Geològicament i geogràficament les Bahames, inclòs Andros, no es troben al Carib, el límit nord del qual és el pas de Barlovento, sinó més aviat a l'oceà Atlàntic. Històricament, la nació formava part de les Índies Occidentals Britàniques i culturalment es considera part del Carib. El dialecte de les Bahames de la llengua anglesa té un caràcter distintivament caribeny, semblant als de Jamaica i les Illes Caiman, també antigament part de les Índies Occidentals Britàniques.

## Clima
Andros es troba just al nord del tròpic de càncer, amb una amplitud tèrmica moderada afectada per la seva relativa proximitat al corrent del Golf a l'oest. L'illa té un clima tropical amb només dues estacions, estiu (maig-novembre) i hivern (desembre-abril). Les temperatures d'estiu oscil·len entre els 27 °C-29 °C amb una humitat relativa del 60 al 100 per cent. Les temperatures a l'hivern oscil·len entre els 21 °C-24 °C i pot baixar 5 °C després de la foscor. L'illa d'Andros es veu afectada per un huracà una mitjana de cada 2,5 anys. El gran huracà de Florida de 1929 és conegut a les Bahames com el gran huracà Andros. Huracans destacats de l'era moderna inclouen els huracans Betsy (1965), David (1979), Arlene (1987), Andrew (1992), Lili (1996), Floyd (1999), Michelle (2001), Wilma (2005) i Matthew (2016). Matthew va causar inundacions i devastacions generalitzades a l'extrem nord de l'illa al voltant de Morgan's Bluff, Lowe Sound i Nicholl's Town. Molts habitants afirmen que Matthew va ser el pitjor huracà vist a Andros en gairebé 90 anys.

## Economia
Els empresaris més grans a l'illa d'Andros són el govern de les Bahames i la base d'AUTEC a Fresh Creek.
Malgrat la seva poca població, l'illa d'Andros té diverses empreses comercials en curs. Western Air manté la seva seu en unes instal·lacions modernes a l'aeroport de San Andros. L'any 1983 es va fundar una granja comercial mennonita dirigida per una missió a prop de Blanket Sound, que conrea des de pebrots habaneros fins a sorgo i patates, i té nombrosos horts de fruites i ruscs d'abelles. Els mennonites també tenen les botigues de reparació d'automòbils i fusteria més grans de l'illa. Androsia, una fàbrica de bàtik artesanal fundada a Fresh Creek el 1972, produeix un teixit vibrant i colorit que s'ha convertit en part del vestit i la identitat nacionals de les Bahames. GreenLife Growers, un viver d'arbres autòctons de les Bahames a Young Sound, ofereix material de jardineria a promotors immobiliaris i projectes governamentals a les Bahames.
La pesca comercial continua sent un pilar de l'economia de l'illa: la caracola, el llamàntol, el pargo i el mero es cullen comercialment per a la venda local i als mercats de peix de Nassau. El cranc de temporada, capturar crancs i engreixar-los en corrals per vendre a Nassau, proporciona un cultiu comercial als locals per complementar els seus ingressos.
L'artesania local a l'estil dels seminoles negres, especialment les talles de fusta i les cistelles teixides, són una indústria artesana a l'assentament de Red Bays. La Smithsonian Institution de Washington, DC, té una mostra de cistelles de Red Bays.
Una indústria de conservació incipient a Andros es dedica a preservar els ecosistemes únics de l'illa, treballant en col·laboració amb el govern de les Bahames (Bahames National Trust) i organitzacions no governamentals tan variades com The Nature Conservancy i Project AWARE de l'Associació Professional d'Instructors de Submarinisme (PADI). Van donar suport a la legislació per fundar el Parc Nacional Central Andros el 2002. La majoria dels esforços de conservació de l'illa es dirigeixen a través de l'organització no governamental sense ànim de lucre, Andros Conservancy &amp; Trust Bahamas. Els esforços de l'ANCAT estan estretament lligats a fomentar l'ecoturisme, per generar incentius econòmics per preservar els hàbitats variats existents a l'illa. GreenForce Global Volunteering/Bahamas, una ONG internacional amb seu al Regne Unit, realitza investigacions ambientals des de la seva operació a Stafford Creek al nord d'Andros. També ofereix formació de busseig de 3 a 12 setmanes i programes de ciències marines i ambientals per a conservacionistes i altres.

### Turisme
El turisme és la indústria més gran de l'illa d'Andros i l'empresa privada més gran. La indústria turística de les Bahames comercialitza Andros com l'illa menys explorada de la cadena. Des de Nicholls Town al nord fins a Little Creek al sud hi ha entre 35 i 40 hotels, motels, complexos turístics, cases d'hostes i albergs (el nombre varia), amb un total d'aproximadament 400 habitacions. Els turistes estan formats principalment per bussejadors, atrets per la barrera d'escull, Tongue of the Ocean i els forats blaus; pescadors de peix os, i altres que busquen relaxació.
L'illa d'Andros està envoltada de milers de quilòmetres quadrats de pisos per a la pesca, on es poden pescar, on hi ha permís, tarpon i, sobretot, peix os. L'illa és coneguda com la capital mundial del peix os. Els peixos ossis són considerats entre els peixos de caça més importants del món per als pescadors. Altres varietats de pesca estan disponibles a Andros. La pesca d'altura més enllà de l'escull a la Llengua de l'Oceà ofereix daurat, tonyina, peix vela, Acanthocybium solandri i caràngids. Els locals pesquen regularment a l'escull per trobar abundants lutjànids i meros.

## Flora i fauna

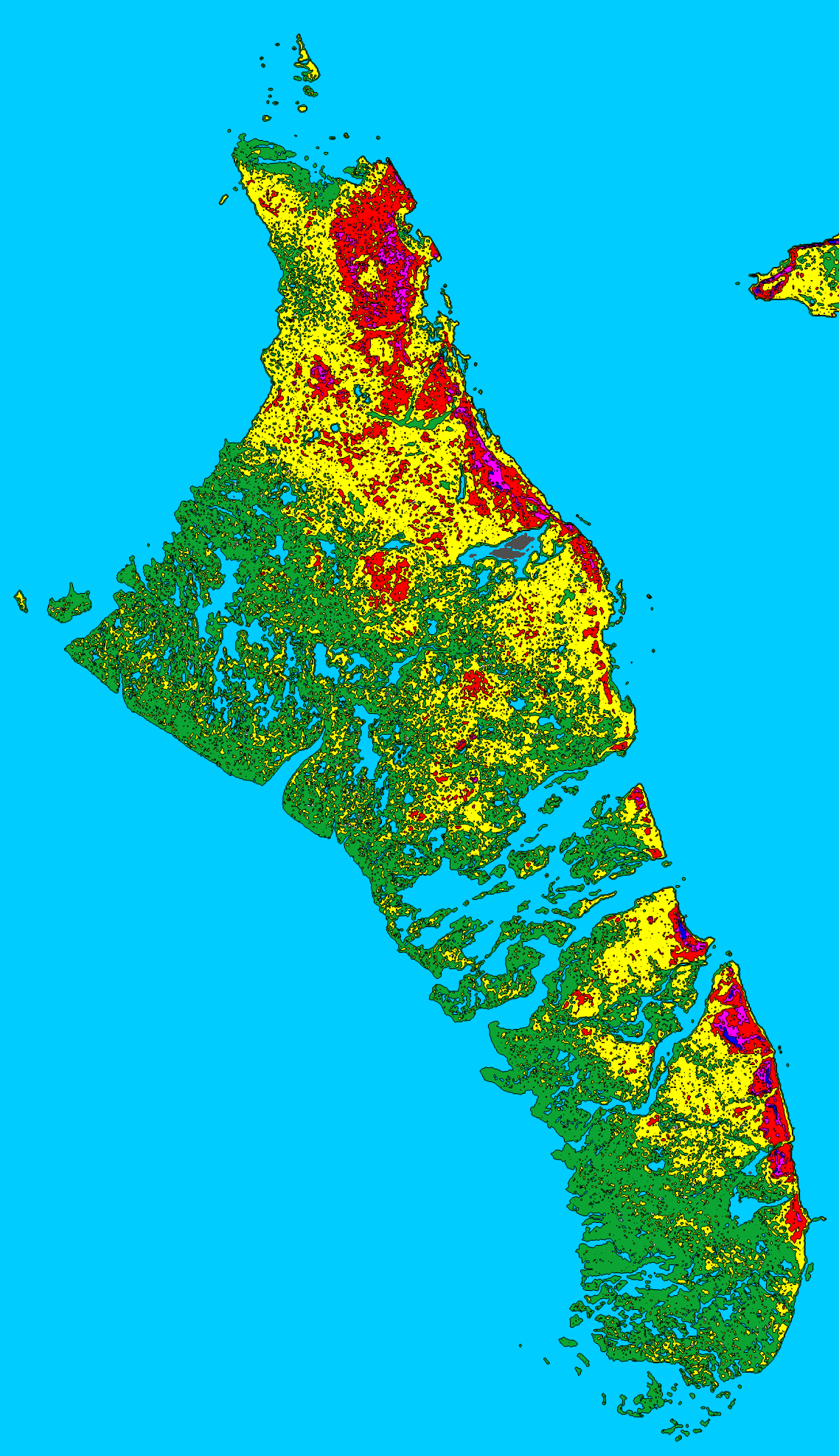
Mapa topogràfic de l'illa d'Andros.

Andros presenta una diversitat botànica més gran que qualsevol altra illa de les Bahames. La presència de la seva barrera d'escull i la Llengua de l'Oceà donen a l'illa una gran diversitat zoològica. Entre els diferents ecosistemes terrestres es troben el bosc de frondoses, pineda, matolls, schorre, platges rocoses i sorrenques, sabanes de palmeres i manglars. Les zones no costaneres d'Andros s'anomenen genèricament "the bush" (el matoll). Les planes i estuaris de manglars costaners s'anomenen "the swash" (l'aiguamoll) o pantà d'aigua salada. A les dècades de 1960 i 1970, l'empresa Owens Lumber, una empresa de propietat nord-americana que va comprar una sèrie d'interessos de fusta de les Bahames, va tallar i deforestar bona part de les pinedes autòctones que creixien al nord d'Andros. La fusta no es va collir a l'oest d'Andros perquè aquests boscos estan envoltats d'aiguamolls i no es van poder aprofitar econòmicament. Actualment és la llar d'alguns dels pins més grans que queden a les Bahames. El que es troba avui a la massa terrestre d'Andros del nord són boscos excessivament poblats d'arbres joves principalment.
Andros té l'únic riu d'aigua dolça de les Bahames, que contribueix a la seva biodiversitat. Milers de quilòmetres d'aigua subterrània procedent de l'aigua de pluja s'acumulen als aqüífers sota la superfície de l'illa. Dinou milions de litres d'aigua dolça s'envien diàriament a Nassau en barcassa a través de l'estació de bombeig situada a Morgan's Bluff.

### Iguana de l'illa d'Andros
L'illa d'Andros és la llar de diverses espècies de sargantanes, inclosa la iguana de l'illa d'Andros (Cyclura cychlura cychlura), una gran subespècie de la iguana del nord de les Bahames. La iguana de l'illa d'Andros està catalogada com a espècie en perill d'extinció i es pot trobar a la Llista Vermella de la UICN, amb una població salvatge de 3.500 individus que queden a l'illa.

### Vida marina
La barrera d'escull i la Llengua de l'Oceà, juntament amb els manglars, les marees rocoses i els estuaris, proporcionen hàbitats de reproducció i creixement per a una gran varietat de vida marina jove. Andros té una varietat d'ecosistemes propers a la costa i a la mateixa costa que poden ser únics a la Terra: forats blaus de marea interior i oceànics, sorra i planes de fang poc profunds, estuaris de marea, manglars, l'ecozona pelàgica dels 2.000 m només baixada a 1,6 km de la costa, la tercera barrera d'escull més gran del món i enormes aqüífers d'aigua dolça. La biosfera marina s'alimenta tant de l'abundant vida dels pantans i estuaris de manglars del continent, com de la surgència d'aigua fresca de la Llengua de l'Oceà, donant lloc a una varietat de vida marina inigualable.
Les lubartes, que es troben a tots els oceans del món, segueixen una ruta migratòria regular, estiuejant en aigües temperades i polars per alimentar-se i hivernant en aigües tropicals per a l'aparellament i el part. Les lubartes solien ser comuns a la llengua de l'oceà davant d'Andros, i encara es veuen amb poca freqüència. També es veuen balenes pilot a la costa d'Andros.
A l'interior de la barrera d'escull d'Andros, es troben acropora cervicornis, Acropora palmata i altres coralls a les aigües poc profundes (3-6 m). Més enllà dels esculls poc profunds hi ha minúsculs cayos i illots, des dels quals el fons marí s'enfonsa gradualment fins que, a una profunditat d'entre 21 i 37 m, arriba "The Wall" (el mur), amb la seva caiguda 2.000 m a l'abisme de la Llengua de l'Oceà.
A les aigües d'Andros es troben quatre espècies de tortugues: la careta, la verda, la tortuga carei i, rarament, la tortuga llaüt.

### Ocells
Es creu que la majoria d'espècies d'ocells residents a les Bahames han vingut cap al nord de les Índies Occidentals, ja que els vents i els corrents marins afavoreixen la migració del sud i el sud-est. Es coneixen unes 225 espècies a les illes. Andros, amb el seu vast terreny sense urbanitzar, en té molts. El turpial de les Bahamas és únic a l'illa d'Andros. En perill crític, té una població restant estimada de tan sols uns quants centenars. El cucut sargantaner de Cuba només es troba a Andros, New Providence i Eleuthera. El rar bosquerola de Kirtland —es calcula que en queden 600— es va veure per primera vegada a l'illa el 1879 i alguns individus hivernen a Andros. La subespècie migratòria atlàntica, en perill d'extinció, del corriol xiulador afavoreix les costes rocoses i les platges de sorra d'Andros. Altres ocells rars i poc freqüents que es troben a l'entorn d'Andros inclouen la bosquerola emmascarada de les Bahamas, el calliphlox evalynae, l'oreneta de les Bahamas, l''ànec arbolari de les Antilles i el colom guatlla de clatell verd.
Altres ocells que es troben a Andros inclouen el tirà de les Antilles, el tirà crestat de La Sagra, el piuí de Cuba, el mim de les Bahames, el vireó becgròs, la merla cama-roja, el vireó de bigotis, la bosquerola de front verdós, el menjagrà de les Grans Antilles, el menjagrà caranegre, el menjagrà cantaire, el cabusset americà, el corb marí neotropical, el flamenc del Carib, l'ànc de les bahames, l'àguila peixatera, el xoriguer americà, el xatrac fosc, el xatrac rosat, l'anous, el colom de corona blanca, el tòrtora del Carib, el colom feréstec de Jamaica, l'aní becllís i l'ocell maragda de Cuba.

### Orquídies
Més de 50 espècies d'orquídies salvatges prosperen en els més de 104 km² dels boscos subtropicals i dels pantans d'Andros. Moltes són endèmiques, incloses tres espècies autòctones de l'orquídia enfiladissa Vanilla. Se sap que els col·leccionistes de flors comercials calen foc als boscos de pins per recollir les bletias de pètals afilats (Bletia purpurea) que floreixen en sòls de cendres. El gènere d'orquídies Epidendrum té nou espècies endèmiques de les Bahames, totes les quals es poden trobar a Andros.

## Forats blaus

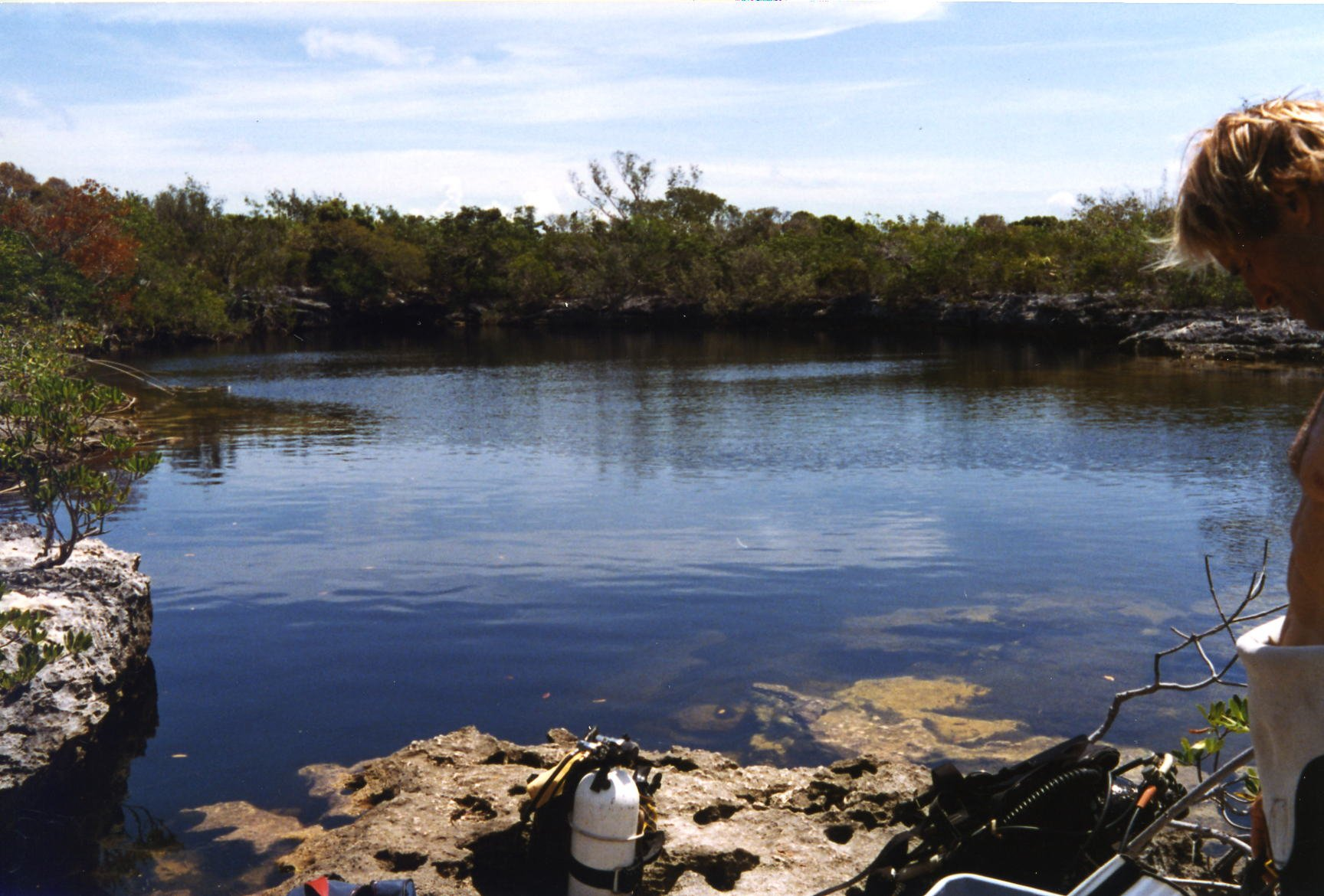
Forat blau Guardian

Els forats blaus de l'illa són sistemes de coves plens d'aigua, que atrauen bussejadors d'arreu del món.
El conegut oceanògraf i ecologista Jacques Cousteau va visitar l'illa d'Andros el 1970 per explorar i filmar els forats blaus d'Andros. El vídeo d'aquesta expedició, anomenat The Secret of the Sunken Caves, s'inclou a la col·lecció de vídeos de Cousteau de 2005, The Jacques Cousteau Odyssey: The Complete Collection. Cousteau va explorar diversos forats blaus de l'oceà i els forats blaus de l'interior coneguts com el d'Uncle Charlie, Church's i el Guardian.
La revista National Geographic ha presentat els forats blaus d'Andros diverses vegades durant els darrers trenta anys, l'últim a l'agost de 2010.

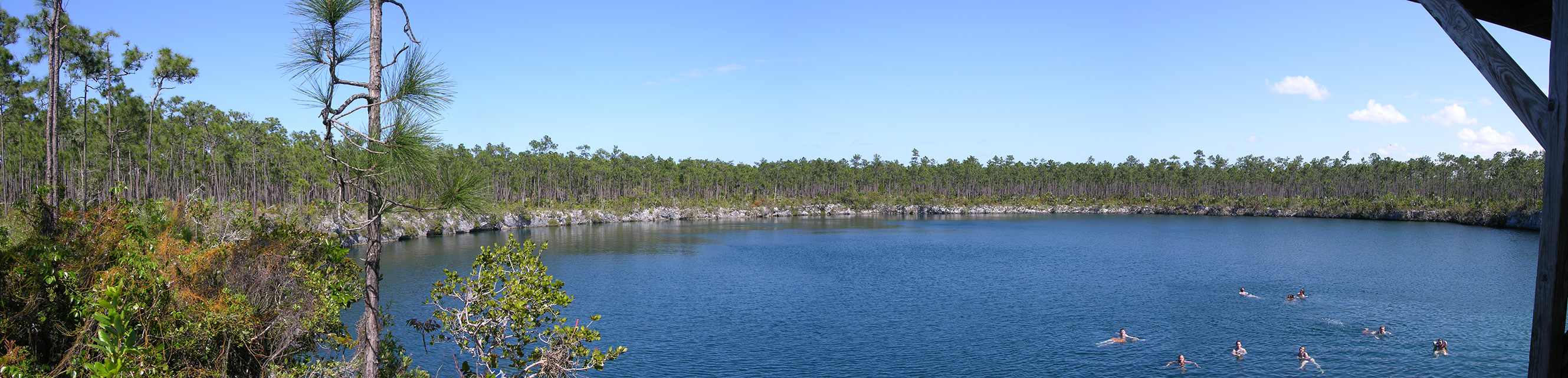
Church's Blue Hole

## Organització política
Andros es divideix políticament en quatre districtes (North Andros, Central Andros, South Andros i Mangrove Cay) i deu municipis (Mastic Point, Lowe Sound, Nicholls Town, Staniard Creek, Fresh Creek, Cargill Creek, The Bluff, Long Bay Cays, Kemps Bay, Deep Creek). Està representat al parlament nacional per dos escons: North Andros i South Andros. S'han desenvolupat desenes de petits assentaments al llarg de la costa est de l'illa (és a dir Blanket Sound, Love Hill, Davis Creek, Small Hope Bay, Calabash Bay, Bowen Sound, Behring Point, Little Creek). Hi ha un assentament a la costa oest, Red Bays, històricament poblat per esclaus fugitius nord-americans i seminoles negres, situat a l'extrem nord-oest de l'illa.
| Districtes de l'illa d'Andros | Conseller en cap    | Establiment | Seu del govern local | Municipis                                       | Mapa |
| ----------------------------- | ------------------- | ----------- | -------------------- | ----------------------------------------------- | ---- |
| Districte de North Andros     | Brian O'Neal Cleare | 1999        | Nicholls Town        | Mastic Point, Lowe Sound, Nicholl's Town        |      |
| Districte de Central Andros   | Clyde Duncombe      | 1999        | Fresh Creek          | Staniard Creek, Fresh Creek, Cargill Creek      |      |
| Districte de Mangrove Cay     | Brian Moxey         | 1999        | Ciutat de Moxey      | cap                                             |      |
| Districte de South Andros     | Zebedee Rolle       | 1999        | Badia de Kemps       | The Bluff, Long Bay Cays, Kemps Bay, Deep Creek |      |